# Lissonota szepligetii
Lissonota szepligetii là một loài tò vò trong họ Ichneumonidae.